# Condado de Fairfield (Ohio)
O Condado de Fairfield é um dos 88 condados do estado americano de Ohio. A sede do condado é Lancaster, e sua maior cidade é Lancaster. O condado possui uma área de 1 317 km² (dos quais 9 km² estão cobertos por água), uma população de 122 759 habitantes, e uma densidade populacional de 94 hab/km² (segundo o censo nacional de 2000). O condado foi fundado em 1800.